# Chactas marinae
Espèce
Chactas marinae est une espèce de scorpions de la famille des Chactidae.

## Distribution
Cette espèce est endémique de l'État de Guárico au Venezuela. Elle se rencontre vers José Tadeo Monagas.

## Étymologie
Cette espèce est nommée en l'honneur de Marina González Lander.

## Publication originale
- González-Sponga, 1987 : Arácnidos de Venezuela. Nuevas especies del género Chactas y redescripción de Chactas gestroi Kraepelin, 1912 (Scorpionida: Chactidae). Boletín de la Academia de Ciencias Físicas, Matemáticas y Naturales, Caracas, Venezuela, vol. 47, no 149/150, p. 95-136.